# Masclat
Masclat ist eine französische Gemeinde mit 356 Einwohnern (Stand 1. Januar 2022) im Département Lot in der Region Okzitanien. Sie gehört zum Kanton Souillac und zum Arrondissement Gourdon.
Nachbargemeinden sind Sainte-Mondane im Nordwesten, Saint-Julien-de-Lampon im Norden, Nadaillac-de-Rouge im Nordosten, Lamothe-Fénelon im Osten, Fajoles im Süden und Veyrignac im Südwesten.

## Bevölkerungsentwicklung
| Jahr      | 1962 | 1968 | 1975 | 1982 | 1990 | 1999 | 2008 | 2018 |
| --------- | ---- | ---- | ---- | ---- | ---- | ---- | ---- | ---- |
| Einwohner | 373  | 326  | 296  | 282  | 287  | 292  | 338  | 362  |

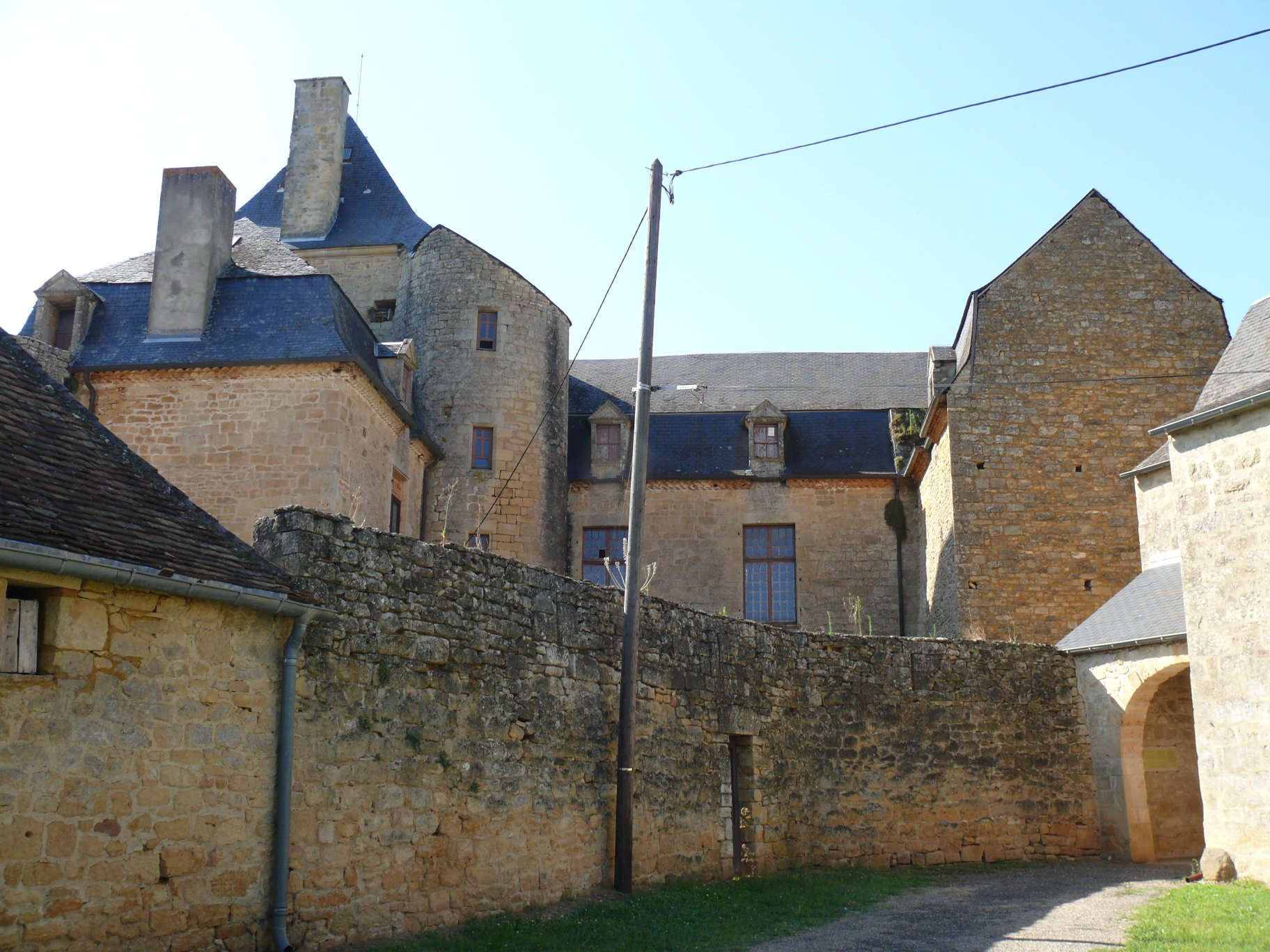
Schloss von Masclat, Monument historique seit 2007
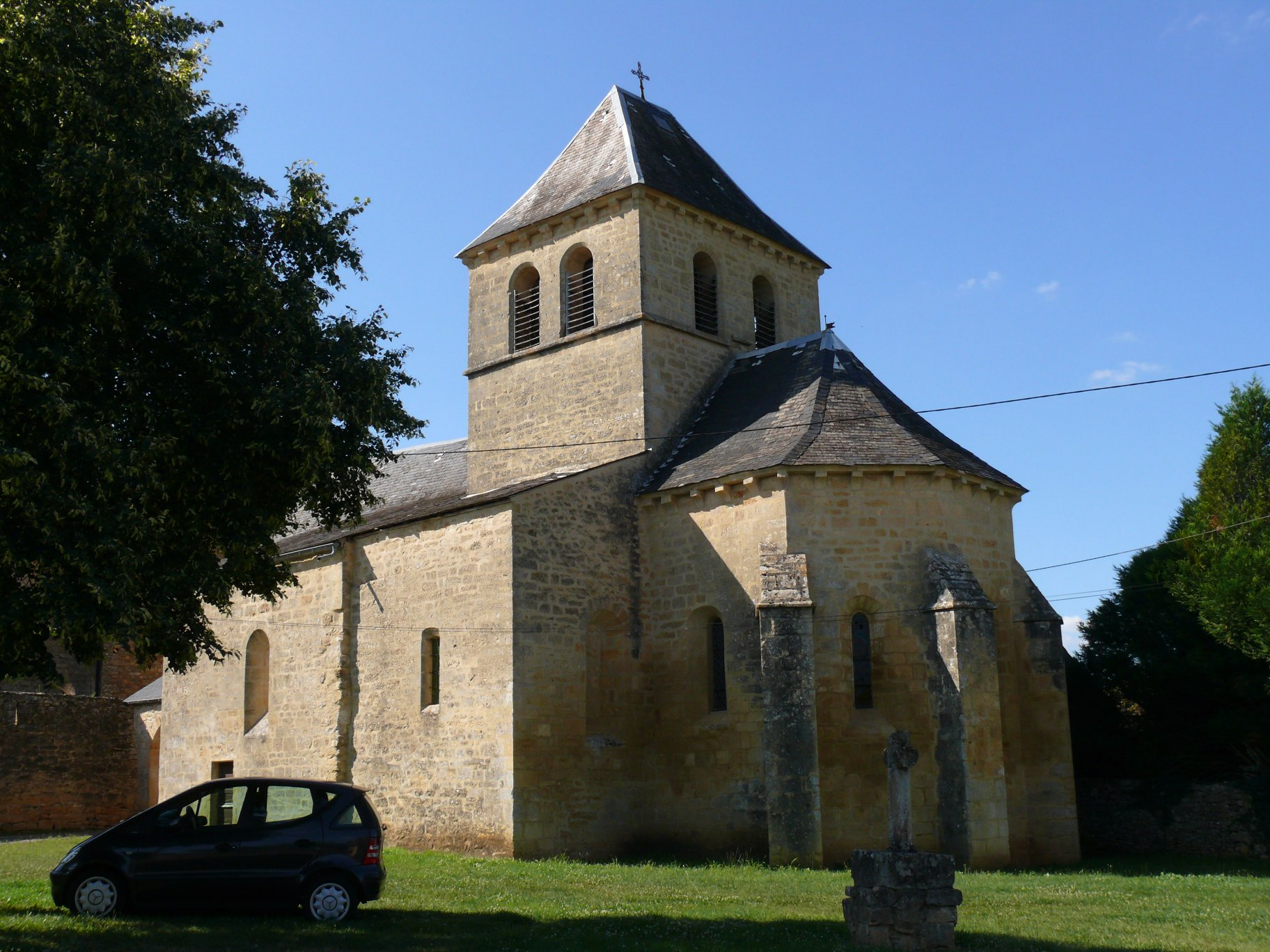
Kirche Saint-Hilaire